# 青山たまみ
青山 たまみ（あおやま たまみ、1985年7月21日 - ）は、東京都出身のレースクイーン。所属事務所はEBAプロダクション。

## 人物
- 趣味 - ドライブ、ゲーム、カラオケ
- 特技 - 料理、バドミントン

## 来歴
- 2004年 - JGTC「FK/Massimo Live Station Gal」（マレーシア・セパンサーキットでの第3戦から参加）
- 2005年 - SUPER GT「direxivレースクイーン」
- 2006年 - SUPER GT「BANDAIバクシードガールズ」（他のメンバーは、黒沢琴美と今井優杏）

2007年　SUPER GT KUMHOギャル
- 2008年4月 - スタイルコーポレーションからEBAプロダクションに移籍
- 2010年 - タレントでも活動

※TVCM
クロスフォー　メインキャスト
※雑誌
ジャンバリ　巻頭グラビア
パッチGUU 表紙
レースクイーン特集　多数掲載
※DVD
SUPER GT レースクイーン　イメージDVD

## 出演
- Vシネマ「えんがちょ」（まい 役）